# گوستاو شورگر
گوستاو شورگر (آلمانی: Gustav Schürger; ۴ ژانویهٔ ۱۹۰۸ – ۱۰ ژوئن ۱۹۶۹) بازیکن واترپلو اهل آلمان بود.